# 北野篤
北野 篤（きたの あつし、1981年 - ）は、日本のCMプランナー。博報堂ケトル所属。東京都出身。

## 略歴
1981年、ビートたけし・北野幹子の長男として誕生。北野井子は妹、北野大は伯父。
音楽好きだった母親や自宅に導入されたスペースシャワーTV・MTVといった音楽専門チャンネルの影響もあり、音楽に興味を持ち始め、自分が生まれた1981年の音楽に詳しくなろうと思いたち、大瀧詠一やYMOなど1980年代のアーティストを聴き始める。
1994年に父親の入院（バイク事故による）による家庭内の混乱で友人宅に居候していた際に、その友人に誘われギターを始めBOØWYのコピーバンドに参加したこともあった。
語学留学していたロサンゼルスから帰国後、タワーレコードでアルバイトを始める。同社でバイヤーをしていた際に嶋浩一郎と出会い、2010年、嶋が設立した博報堂ケトルに入社。
アップアップガールズ（仮）のマネージャーだった山田昌治（現YU-M エンターテインメント代表取締役）と知り合い、2016年「バレバレI LOVE YOU フューチャーミュージックビデオ アプガ制服青春コレクション」を制作、2017年にはモーニング娘。'17「モーニングみそ汁」のミュージックビデオ(MV)を担当。以後、ハロー!プロジェクト（ハロプロ）をはじめとするアイドルの企画に携わる。
2019年、MVに加えてデビューシングル「眼鏡の男の子/ニッポンノD・N・A!/Go Waist」のジャケットや衣装まで監修として携わったBEYOOOOONDSが第61回日本レコード大賞最優秀新人賞を受賞した。
2022年1月から3月にかけてテレビ東京ほかで放送された菊池桃子主演かつ、ハロプロのメンバーも出演した連続ドラマ「真夜中にハロー!」の企画・プロデュースを担当した。

## 出演
- 猫舌SHOWROOM「豪の部屋」（SHOWROOM、2022年3月22日）